# Decaschistia crassiuscula
Decaschistia crassiuscula är en malvaväxtart som beskrevs av Wilhelm Sulpiz Kurz. Decaschistia crassiuscula ingår i släktet Decaschistia och familjen malvaväxter. Inga underarter finns listade i Catalogue of Life.